# Clayův matematický ústav
Clayův matematický ústav (anglicky Clay Mathematics Institute, zkratka CMI) je organizace k rozvoji matematiky se sídlem v Peterborough ve státě New Hampshire v USA.

## Historie a zaměření ústavu
Ústav založil 25. v září 1998 manželský pár Landon T. Clay a Lavinia D. Clay. Ústav vznikl díky dlouholetému přesvědčení jeho zakladatele Landona T. Claye, že matematické znalosti je potřeba ohodnotit. Několikaleté diskuze s profesorem Arthurem Jaffem pomohly formovat Clayovy myšlenky, jak nejlépe podpořit rozvoj matematiky. Tyto diskuze měly za následek založení institutu právě pod vedením Arthura Jaffeho.
CMI podporuje „krásu, sílu a všestrannost matematického myšlení“. Hlavní cíle a účely CMI jsou:
- zlepšit a šířit matematické znalosti,
- obohacovat samotné matematiky a jiné vědce o nové objevy v oblasti matematiky,
- podporovat nadané studenty k vybudování „matematické kariéry“,
- rozpoznat mimořádné úspěchy a pokroky v matematickém výzkumu.

Velmi brzy po vzniku institutu se jeho vědecká rada – Alain Connes, Arthur Jaffe, Edward Witten a Andrew Wiles – rozhodla jmenovat několik nevyřešených problémů. Cílem ale nebylo definovat nové problémy, jak učinil David Hilbert o století dříve, když předložil seznam 23 Hilbertových problémů na mezinárodním kongresu matematiků v Paříži v létě roku 1900. Spíše šlo o zaznamenání nejobtížnějších otázek, se kterými matematici bojovali na přelomu druhého tisíciletí, rozpoznání matematických úspěchů z historie a povýšení skutečnosti, že matematika má své hranice, je stále otevřená a oplývá důležitými nevyřešenými problémy, do povědomí široké veřejnosti. Šlo také o zdůraznění důležitosti práce při řešení těch nejhlubších a nejobtížnějších problémů.
Po konzultaci s předními členy matematické obce byl přijat konečný seznam sedmi otevřených matematických problémů:
- Birchova a Swinnerton-Dyerova domněnka,
- Hodgeova domněnka,
- Yangova–Millsova teorie a hypotéza hmotnostních rozdílů,
- Navierova–Stokesova rovnice,
- Poincarého domněnka,
- Problém P versus NP,
- Riemannova hypotéza.

Dne 24. května 2000 na zasedání v přednáškové síni univerzity Collège de France v Paříži byly tyto problémy představeny, byla stanovena určitá pravidla a vyhlášena odměna ve výši jednoho milionu amerických dolarů za vyřešení každého z nich. O problémech Riemannovy hypotézy, Birchovy a Swinnertonovy–Dyerovy domněnky a Problému P versus NP hovořil matematik John Tate, zbylé čtyři odprezentoval Michael Atiyah. Kromě toho zde měl Timothy Gowers veřejnou přednášku na téma „On the Importance of Mathematics“.
Po necelých deseti letech, dne 18. března 2010, CMI oznámil, že Grigorij Perelman z Petrohradu z Ruska je příjemcem ceny za vyřešení prvního z problémů tisíciletí, a to Poincarého domněnky, avšak cenu odmítl. Prezident CMI James Carlson prohlásil:
„Rozluštění Poincarého domněnky jistě přináší po staletí dlouhé snahy o nalezení řešení. Jedná se o velký pokrok v historii matematiky, na který se bude dlouho vzpomínat.“